# لویی تئوفیل ژوزف لاندوزی
لویی تئوفیل ژوزف لاندوزی (فرانسوی: Louis Théophile Joseph Landouzy‎؛ ‏ ۲۷ مارس ۱۸۴۵ – ۱۰ مهٔ ۱۹۱۷) متخصص اعصاب اهل فرانسه بود. وی استاد و رئیس دانشگاه پاریس بود و نامش با سندرم لاندوزی-دژارین که نوعی دیستروفی ماهیچه‌ای است، گره خورده است. علاقه پژوهشی اصلی لاندوزی، حوزه علمی سل بود و او یکی از شخصیت‌های اصلی آموزش عمومی برای ریشه کنی این بیماری در آن دوران محسوب می‌شد. او عضو چندین کمیته بین‌المللی در رابطه با سل بود. واژه لاتین کژانگشتی را او نخستین بار در سال ۱۹۰۶ ابداع کرد. نام او با «قانون لاندوزی-گراسه» هم مرتبط است. این قانون بیان می‌کند که در ضایعات مربوط به یک نیمکره مغز، بیمار در صورت وجود اسپاستیسیتی، سر خود را به طرف عضلات آسیب‌دیده می‌گرداند و در صورت فلج کامل، سر خود را به سمت ضایعه مغزی می‌چرخاند.
وی همچنین برندهٔ جوایزی همچون لژیون دونور (فرمانده) شده است.